# Hietajärvi (sjö i Finland, Kajanaland, lat 63,85, long 28,90)
Hietajärvi är en sjö i Finland. Den ligger i kommunen Sotkamo i landskapet Kajanaland, i den centrala delen av landet, 500 km nordost om huvudstaden Helsingfors. Hietajärvi ligger 213 meter över havet. Arean är 42 hektar och strandlinjen är 3,31 kilometer lång. Sjön  ingår i Vuoksens huvudavrinningsområde.   I omgivningarna runt Hietajärvi växer i huvudsak blandskog. Den sträcker sig 1,5 kilometer i nord-sydlig riktning, och 0,7 kilometer i öst-västlig riktning.